# 曼地盾

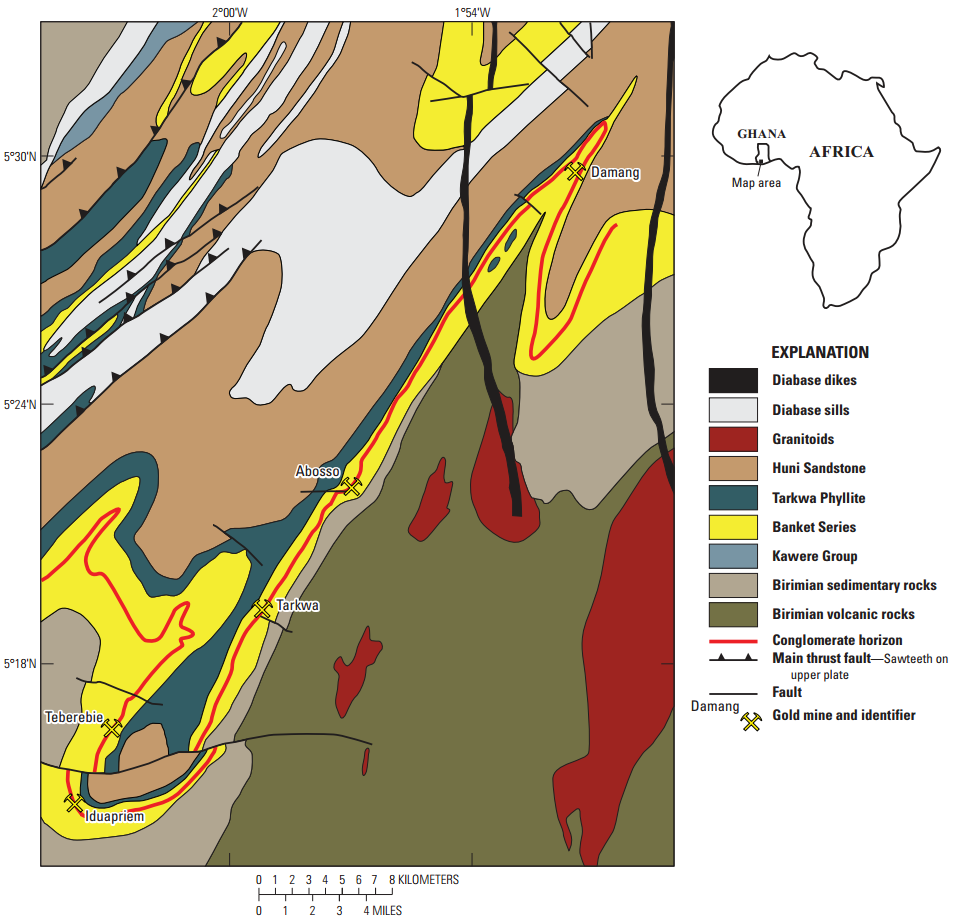
加纳Tarkwa金矿区地质图，展示显著的褶皱和断裂

曼地盾（里奥-曼地盾或里奥-曼克拉通）是一个地盾或克拉通，位于西非克拉通东南部。曼地盾有一部分被含金比利姆岩系组覆盖。

## 地理与地质
曼地盾包括科特迪瓦、马里、布基纳法索、加纳、塞拉利昂、利比里亚和几内亚的一部分。西非克拉通一大部分都属于这个地盾，包含有古元古代的比利姆岩系。
比利姆岩系最早形成在未成熟的火山弧环境中，后来在象牙造山运动期间再次变质。这一地区的绿岩带少见，使得构造史的相当大一部分都是缺失的。有限暴露分布的绿岩带经历了大型变形事件associated with 花岗岩类深成岩。
世界上品位最高的金矿大都位于曼地盾，其他重要矿物还有铁矿、铝、铅锌、锰、磷和铀矿。大部分金矿在象牙造山运动期间形成，剩下一些的年代还要更早，是在新元古代洋弧弧后盆地中形成，在白垩纪受到侵蚀出露。